# 观胜镇 (崇州市)
观胜镇，是中华人民共和国四川省成都市崇州市下辖的一个乡镇级行政单位。2019年12月，撤销梓潼镇，将其所属行政区域划归观胜镇管辖，观胜镇人民政府驻天裕东街28号。

## 行政区划
观胜镇下辖以下地区：
天胜路社区、八角村、白鹤村、池塘村、五桥村、青柳村和联义村。